# Nokia 7390
Nokia 7390 este un telefon mobil din seria de colecție L'Amour. Acesta a anunțat pe 4 septembrie 2012. 
A fost lansat până la sfârșitul anului 2006, dar în Statele Unite la începutul anului 2007. 
Nokia 7390 funcționează în rețelele GSM pe 900, 1800, 1900 MHz și în UMTS (WCDMA 2100 MHz) sprijină transferul de date prin GPRS și EDGE.
Partea frontală este dominată de un display extern de 1.25 inch cu rezoluția de 160 x 128 pixeli cu 262.000 de culori. Acesta arată data, ora, durata de viață a bateriei, puterea semnalului, fotografii de identificare a apelantului. Ecranul intern are 2.25 inci cu rezoluția de 240 x 320 pixeli și poate afișa până la 16 milioane de culori.
Dispozitivul este compatibil cu încărcătoarele AC-3 și AC-4.
7390 are GPRS clasa 10 și versiunea EDGE de clasa 10 și suportă rețelele 3G. Telefonul comunică cu alte dispozitive prin intermediul portului Infraroșu și Bluetooth. 
Camera foto are 3.2 megapixeli cu rezoluția imaginii de 1536 x 2048 pixeli, are trei niveluri de calitate pentru rezoluție: ridicat, normal și de bază.
Telefonul mobil oferă un timp de convorbire de 3 ore și dacă se utilizaează convorbiri prin videoconferințe permite la 2.5 ore. Timpul de așteptare este de 220 ore.